# 노이즈 감소
노이즈 감소(Noise reduction)는 신호 (전자공학)에서 노이즈를 제거하는 프로세스이다. 오디오 및 이미지에 대한 노이즈 감소 기술이 존재한다. 노이즈 감소 알고리즘은 신호를 어느 정도 왜곡할 수 있다. 잡음 제거는 공통 모드 제거비와 마찬가지로 원하는 신호 구성 요소에서 원하지 않는 신호 구성 요소를 분리하는 회로의 기능이다.
아날로그와 디지털을 막론하고 모든 신호 처리 장치는 노이즈에 취약한 특성을 가지고 있다. 노이즈는 균일한 주파수 분포(백색 잡음)로 무작위로 발생할 수도 있고, 장치의 메커니즘이나 신호 처리 알고리즘에 의해 발생하는 주파수 종속 잡음일 수도 있다.
전자 시스템에서 주요 유형의 노이즈는 열 교반으로 인한 무작위 전자 운동으로 인해 생성되는 히스이다. 이렇게 교반된 전자는 출력 신호에 빠르게 더하고 빼므로 감지 가능한 노이즈가 생성된다.
사진 필름과 자기 테이프의 경우 매체의 입자 구조로 인해 노이즈(가시적, 청각적 모두)가 발생한다. 사진 필름에서는 필름 입자의 크기에 따라 필름의 감도가 결정되며, 필름의 감도가 높을수록 입자 크기가 더 커진다. 자기 테이프에서는 자성 입자(보통 산화제2철 또는 자철광)의 입자가 클수록 매체에 노이즈가 발생하기 쉽다. 이를 보상하기 위해 더 넓은 영역의 필름이나 자기 테이프를 사용하여 노이즈를 허용 가능한 수준으로 낮출 수 있다.

## 같이 보기
- 필터 (신호 처리)
- 신호 처리
- 건축음향학
- 사운드 마스킹
- 디지털 화상 처리
- 전변동 잡음제거